# (7748) 1987 TA
(7748) 1987 TA (1987 TA, 1980 TP15) — астероїд головного поясу.
Тіссеранів параметр щодо Юпітера — 3,539.